# 髭喉蜂鸟属
髭喉蜂鸟属（学名：Threnetes）为蜂鸟科的一个属。

## 下属物种
本属包括以下物种：
- 淡尾髭喉蜂鸟 Threnetes leucurus (Linnaeus, 1766)
- 暗色髭喉蜂鸟 Threnetes niger (Linnaeus, 1758)
- 斑尾髭喉蜂鸟 Threnetes ruckeri (Bourcier, 1847)